# Zulu Award
Der Zulu Award ist ein vom dänischen Fernsehsender TV 2 ZULU vergebener Publikumspreis, der seit 2002 jährlich in Kopenhagen in den Bereichen Film, Fernsehen, Musik und Sport vergeben wird.

## Kategorien
2015 wird der Preis in 11 Kategorien vergeben:
| Kategorie                         | Originalbezeichnung              | verliehen seit |
| --------------------------------- | -------------------------------- | -------------- |
| Bester dänischer Schauspieler/-in | Årets Danske Skuespiller         | 2002           |
| Bester dänischer Künstler         | Årets Danske mandlige kunstner   |                |
| Beste dänische Künstlerin         | Årets Danske kvindelige kunstner |                |
| Bester dänischer TV-Moderator/-in | Årets Danske TV-vært             | 2002           |
| Bester dänischer Hit              | Årets Danske Hit                 | 2002           |
| Bester dänischer Newcomer         | Årets Nye Danske Navn            | 1990           |
| Beste dänische Fernsehsendung     | Årets Originale TV-Program       | 2002           |
| Bestes dänische TV-Serie          | Årets TV-Serie                   |                |
| Bester dänischer Film             | Årets Danske Film                | 2002           |
| Beste dänische Radiosendung       | Årets Danske Radioprogram        | 2002           |
| Was uns zum Lachen brachte        | Det vi alle sammen grinte af     |                |